# 김봉호 가옥
김봉호 가옥(金鳳鎬 家屋)은 광주광역시 광산구 하남동에 있는, 1946년에 지은 집이다. 2000년 5월 16일 광주광역시의 문화재자료 제25호로 지정되었다.

## 개요
1946년에 지은 집으로 안채, 문간채 등과 축사를 갖추고 있다.
안채는 앞면 6칸·옆면 1칸 규모의 건물로 왼쪽에서부터 방·부엌·큰방·대청마루·건넌방 순으로 되어 있다. 큰방과 대청마루, 건넌방 위에는 대청 다락방을 설치하였는데 3칸 규모로 넓고 높이도 높아 특이하다.
문간채는 앞면 5칸·옆면 2칸 규모이며 지붕은 서양식 기와를 얹었다. 외양간·대문·방·헛간·뒷간으로 구성되어 있다.

## 참고 자료
- 김봉호가옥 - 국가유산청 국가유산포털